# 오카다마 공항
오카다마 공항(일본어: 丘珠空港, IATA: OKD, ICAO: RJCO)은 일본 홋카이도 삿포로시 히가시구에 위치한 군민 공용 공항으로 삿포로 비행장(일본어: 札幌飛行場)이라고도 불리며 인근에 위치한 신치토세 공항이 일본 전국 및 해외 지역으로 가는 홋카이도의 현관이라면 오카다마 공항은 홋카이도 내의 지역 수송을 담당하는 공항이다.

## 특징
삿포로 버스 터미널 및 삿포로역에서 홋카이도 중앙 버스가 운영하는 오카다마 공항 26번 버스를 타면 환승할 필요 없이 바로 진입이 가능하며 인근에는 삿포로 시영 지하철 도호선 사카에마치역이 도보 20분(약 1.4km) 정도가 소요된다.

## 운항 노선
대부분의 운항 노선은 홋카이도(쿠릴 열도 분쟁 지역 4개의 도서 제외) 섬내와 혼슈 북부 일부 지역(아오모리현 등)에서만 운항하며 그 외의 일본 본토 나머지 국내선(혼슈, 규슈, 오키나와현, 시코쿠 등)은 계절편으로만 운항하나 이외의 지역과 러시아, 중국 등의 국제선 노선은 신치토세 공항을 이용해야 한다.
| 항공사               | 도착지                           |
| -------------------- | -------------------------------- |
| 홋카이도 에어 시스템 | 리시리, 구시로, 하코다테, 미사와 |
| 후지드림 항공        | 시즈오카(하절기 운항)            |